# Mohgaon
Mohgaon é uma cidade e uma nagar panchayat no distrito de Chhindwara, no estado indiano de Madhya Pradesh.

## Geografia
Mohgaon está localizada a 21° 39′ N, 78° 43′ L. Tem uma altitude média de 366 metros (1 200 pés).

## Demografia
Segundo o censo de 2001, Mohgaon tinha uma população de 9 890 habitantes. Os indivíduos do sexo masculino constituem 52% da população e os do sexo feminino 48%. Mohgaon tem uma taxa de literacia de 62%, superior à média nacional de 59,5%: a literacia no sexo masculino é de 69% e no sexo feminino é de 55%. Em Mohgaon, 14% da população está abaixo dos 6 anos de idade.